# Pseudoacanthocereus sicariguensis
Pseudoacanthocereus sicariguensis là một loài thực vật có hoa trong họ Cactaceae. Loài này được (Croizat & Tamayo) N.P.Taylor miêu tả khoa học đầu tiên năm 1992.